# Agoliinus nemoralis
Agoliinus nemoralis är en skalbaggsart som beskrevs av Wilhelm Ferdinand Erichson 1848. Agoliinus nemoralis ingår i släktet Agoliinus och familjen Aphodiidae. Inga underarter finns listade i Catalogue of Life.